# Distretto di Felahiye
Il distretto di Felahiye (in turco Felahiye ilçesi) è uno dei distretti della provincia di Kayseri, in Turchia.
| Controllo di autorità | VIAF (EN) 130439881 · LCCN (EN) nb2006014720 |